# Liste von Sprengstoffanschlägen im Jahr 1976
Die Liste von Sprengstoffanschlägen im Jahr 1976 erfasst Anschläge mit Sprengladungen und anderen Spreng- und Brandvorrichtungen gegen Einrichtungen und Ansammlungen von Menschen, die im Jahr 1976 passierten. Zu den Formen zählen unter anderem Auto- und Rucksackbomben. Siehe auch Liste von Anschlägen auf Verkehrsflugzeuge.

## Liste
| Datum         | Ereignis                                                                            | Ort                   | Staat              | Tote    | Verletzte | Anmerkung, Quellen |
| ------------- | ----------------------------------------------------------------------------------- | --------------------- | ------------------ | ------- | --------- | ------------------ |
| 1. Jan. 1976  | Sprengstoffanschlag auf Flugzeug                                                    | (nahe) Hafar al-Batin | Saudi-Arabien      | 81      | 0         |                    |
| 2. März 1976  | Sprengstoffanschlag auf Präfekturbüro                                               | Sapporo               | Japan              | 2       | 95        | [ 1 ] [ 2 ]        |
| 22. Apr. 1976 | Sprengstoffanschlag auf Gerichtsgebäude                                             | Boston                | Vereinigte Staaten | 0       | 22        | [ 3 ]              |
| 3. Mai 1976   | Anschlag mit Autobombe auf Gedenkzeremonie                                          | Jerusalem             | Israel             | 1       | 31        | [ 4 ]              |
| 21. Mai 1976  | Anschlag mit Schusswaffe und Granaten auf Philippine Airlines-Flug                  | Davao City            | Philippinen        | 10 (+3) | 22 (+3)   | [ 5 ]              |
| 2. Juli 1976  | Sprengstoffanschlag auf Polizeigebäude                                              | Buenos Aires          | Argentinien        | 23      | 60+       | [ 6 ]              |
| 20. Aug. 1976 | Anschlag mit automatischen Schusswaffen und Sprengstoff auf mutmaßliche Terroristen | Buenos Aires          | Argentinien        | 30      |           | [ 7 ]              |
| 12. Sep. 1976 | Sprengstoffanschlag auf Polizisten und Zivilisten                                   | Rosario               | Argentinien        | 11      | 30        |                    |
| 6. Okt. 1976  | Cubana-Flug 455                                                                     |                       | Barbados           | 73      | 0         | [ 8 ]              |
| 16. Okt. 1976 | Sprengstoffanschlag auf Militär                                                     | Buenos Aires          | Argentinien        | 0       | 50        | [ 9 ]              |
| 15. Dez. 1976 | Sprengstoffanschlag auf Flughafen                                                   | Bagdad                | Irak               | 10      | 285       | [ 10 ]             |